# Церква Непорочного Зачаття Пресвятої Богородиці (Волиця)
Церква Непорочною Зачаття Пресвятої Богородиці у Волиці — парафія і храм греко-католицької громади Бережанського деканату Бучацької єпархії Української греко-католицької церкви в селі Волиця Тернопільського району Тернопільської области. Пам'ятка архітектури місцевого значення.

## Історія церкви
Парафію було утворено, а храм збудовано у 1908 році. Парафія і церква належали до УГКЦ з 1908 по 1946 рік.
З 1946 по 1961 рік парафія була в структурі РПЦ, а потім церкву закрила державна влада.
У лютому 1989 року храм відкрили як православний Московського патріархату. У листопаді 1989 року, за настоятеля о. Романа Климовича, парафія і храм повернулися до лона УГКЦ.
При парафії діють спільнота «Матері в молитві», братство «Апостольство молитви» та Вівтарна дружина. Катехизацію проводить Марія Новіцька.

## Парохи
- о. Роман Климович (з листопада 1989).